# Neidsmühle
Neidsmühle (oberfränkisch: Naidsmühl) ist ein Gemeindeteil des Marktes Thurnau im Landkreis Kulmbach (Oberfranken, Bayern). Neidsmühle liegt in der Gemarkung Thurnau.

## Geographie
Die Einöde liegt am Aubach. Im Osten grenzt die bewaldete Anhöhe Schützenholz an, im Westen befindet sich die Höhe (387 m ü. NHN). Dort steht die sogenannte Föhre auf der Höh, die als Naturdenkmal ausgezeichnet ist. Ein Anliegerweg führt nach Todtenhaus zur Staatsstraße 2689 (= Kulmbacher Straße).

## Geschichte
Der Ort wurde im Zinsbuch der Förtsch von Thurnau von 1526 als „Neidmuele“ erstmals urkundlich erwähnt. Die Bedeutung des Ortsnamens ist ungeklärt. Möglicherweise wurde sie aufgrund einer rechtlichen Auseinandersetzung so benannt. Vergleichbare Namensbildungen sind bekannt (bspw. Rügland, Streitberg, Haderwald).
Gegen Ende des 18. Jahrhunderts gab es in Neidsmühle ein Anwesen. Das Hochgericht sowie die Grundherrschaft übte das Giech’sche Amt Thurnau aus.
Von 1797 bis 1810 unterstand der Ort dem Patrimonialgericht Thurnau. Mit dem Gemeindeedikt wurde Neidsmühle 1811 dem Steuerdistrikt Thurnau und 1818 der Munizipalgemeinde Thurnau zugewiesen.

### Einwohnerentwicklung
| Jahr      | 001818 | 001861 | 001871 | 001885 | 001900 | 001925 | 001950 | 001961 | 001970 | 001987 |
| Einwohner | 5      | 10     | 9      | 7      | 8      | 9      | 4      | 4      | 2      | 1      |
| Häuser    | 1      |        |        | 1      | 1      | 1      | 1      | 1      |        | 1      |
| Quelle    | [ 8 ]  | [ 11 ] | [ 12 ] | [ 13 ] | [ 14 ] | [ 15 ] | [ 16 ] | [ 17 ] | [ 18 ] | [ 1 ]  |

## Religion
Der Ort ist seit der Reformation evangelisch-lutherisch geprägt und nach St. Laurentius (Thurnau) gepfarrt.